# Restigouche (district rural)
Restigouche est un district rural du Nouveau-Brunswick, situé dans le territoire de la commission de services régionaux du Restigouche. La municipalité a été constituée le 1er janvier 2023, à partir des districts de services locaux (DSL) de Flatlands, de Lorne et de Mann Mountain ainsi que des portions des DSL de la paroisse d'Addington, de Balmoral-Maltais, de Chaleur et de la paroisse d'Eldon.

## Géographie
Le district rural possède un territoire de forme grossièrement rectangulaire, orienté est-ouest dans sa partie la plus longue, comprenant les zones non constituées en municipalités du comté de Restigouche. Il est limitrophe du district rural Nord-Ouest et de la communauté rurale de Kedgwick à l'ouest, de Campbellton, Bois-Joli et Baie-des-Hérons au nord, de Belledune et du district rural Chaleur à l'est et du district rural de Grand Miramichi au sud. De plus, une zone d'environ 20 kilomètres de long, au nord, entre Kedgwick et Campbellton, borde la rivière Restigouche, au delà de laquelle se trouve le Québec. Une autre section, entre Baie-des-Hérons et Beleldune, borde la baie des Chaleurs. La réserve indienne de Moose Meadows 4 est enclavée dans le territoire. 